# Лавр благородний
Лавр благородний (Laurus nobilis) — дерево — 4—6 (8) м висотою чи чагарник. 
Гілля голе. Листки прості, видовжено-ланцетні, на коротких черешках, по краях хвилясті, 7—12 (20) см довжиною і 2,5—4,5 (8) см шириною, голі. Квітки маленькі, жовтуваті, зібрані по 4—6 в зонтикоподібних суцвіттях. Цвіте в березні — червні. Плоди — 2 см завдовжки, овальні кістянки чорнувато-синього кольору, з однією насіниною, достигають у жовтні.